# Quickline
Quickline ist ein Schweizer Telekommunikationsunternehmen mit Sitz in Nidau. Quickline entwickelt Produkte für Internet, TV/Radio, Festnetz- und Mobiltelefonie und vermarktet diese zusammen mit ihren Partnern in den Regionen.
Die Quickline Holding AG umfasst die Quickline AG mit Multimediaprodukten für Privatkunden und KMU sowie Dienstleistungen für Verbundpartner, die Quickline Net AG (Kauf oder Beteiligung und Betrieb von Kabelnetzen), die NeXora AG (Innovations-Lab) sowie eine Beteiligung an der Digital Cable Group (Aufbereitung und Lieferung des TV-Signals).

## Unternehmensgeschichte
Quickline war ursprünglich eine Produktmarke für schnelles Internet der Firma LAN Services AG (gegründet 1993). Diese wurde 2005 durch Besonet AG übernommen und zu Finecom Telecommunications AG umbenannt, woraus 2014 die heutige Quickline AG hervorging. Besonet selbst wurde 2013 in Quickline Holding AG umfirmiert. An der Quickline Holding AG sind die folgenden regionalen Kabelnetzbetreiber beteiligt: Energie Belp AG, Energie Seeland AG, EWA Energie Wasser Aarberg AG, EWS Energie AG, Flims Electric AG, GAGNET AG, GA Buchsi AG, GA Weissenstein GmbH, Gemeindebetriebe Muri, ggsnet schwängimatt, interGGA AG, KFN Kabelfernsehen Nidwalden AG, Genossenschaft Licht- und Kraftwerke Glattfelden, Localnet AG, QLine Ostschweiz AG, Renet AG, TBS Strom AG, Valaiscom AG, WWZ Telekom AG, Yetnet Genossenschaftsverband.
Der heutige Quickline-Verbund entstand 1999 durch einen Zusammenschluss verschiedener regionaler Energieversorger und Kabelnetzbetreiber als Interessengemeinschaft. Zu diesem gehören ausser den Aktionären der Holding auch noch die Quickline Münchenbuchsee AG, Stadt Willisau, Evard Antennenbau AG, Glattwerk AG und GFA Luthern. Der Verbund wuchs kontinuierlich, erreichte kurz nach der Jahrtausendwende bereits über 100'000 Haushalte und rund 20 Jahre nach Gründung rund 400'000 Haushalte. Das Verbreitungsgebiet erstreckt sich heute von der Nordwestschweiz bis ins Wallis und vom Mittelland über die Zentralschweiz bis nach Graubünden und in die Ostschweiz. Die Verbundpartner vertreiben gemeinsam die Quickline-Produkte Internet, Festnetz- und Mobiltelefonie sowie TV/Radio für Privatkunden und KMU.
2011 eröffnete der erste Quickline-Shop in Burgdorf. Inzwischen sind es rund 30 Quickline-Shops sowie 300 weitere Verkaufsstellen.
Mit der Gründung der Tochtergesellschaft Quickline Net AG 2012 wurde die Quickline AG Betreiberin eigener Kabelnetze. 2018 entstand die NeXora AG als Tochterunternehmen und Innovations-Lab der Quickline AG. An der Telekommunikationsfirma Quickline AG sind neben der Quickline Holding (42,6 %) auch die Zuger WWZ Telekom AG (19 %) und die drei Gemeinschaftsantennen GGA Maur, SASAG Kabelkommunikation AG (Schaffhausen) und Stadtantennen AG (Baar) beteiligt.

## Produkte
Quickline erbringt Multimedia-Services für Privatkunden und KMU. Produkte in den Bereichen Internet, TV/Radio, Festnetz- sowie Mobiltelefonie sind einzeln oder als Kombi-Angebote erhältlich.

### Internet
Die Quickline-Services sind über das Kabel-TV Netz, Glasfaser und seit 2022 auch über die herkömmliche Telefonleitung verfügbar.

### Digital-TV / Radio
Seit 2007 ist Quickline Digital-TV/Radio erhältlich. Mit der Lancierung von interaktivem TV im Jahr 2009 bringt Quickline als erster Anbieter der Schweiz Replay-TV auf den Markt. Einige Jahre später folgt Quickline Mobil-TV. 2017 führt Quickline mit dem «Quickline TV» individuelle Nutzerprofile ein. Mit MySports sind zudem exklusives Live-Eishockey sowie weitere Sportangebote erhältlich.
Das «Neue Quickline TV», die dritte und neuste Generation von TV-Plattformen, verschmilzt herkömmliches TV mit der Welt der Apps sowie Streaming-Angeboten in hoher Auflösung und 4K-Inhalte.

### Festnetztelefonie
2005 erfolgt der Markteintritt mit Festnetztelefonie im Quickline-Gebiet.

### Mobiltelefonie
Seit 2010 bietet Quickline auch Mobiltelefonie an. Quickline nutzt das bestehende Mobilfunknetz von Sunrise Communications.